# Zahava Burack
Zahava Burack (née Radza, 14 décembre 1932 - 28 septembre 2001) est une survivante juive de l'Holocauste en Pologne devenue une philanthrope, une leader communautaire et une activiste politique bien connue aux États-Unis. Pendant son enfance, elle survit à l'Holocauste en se cachant avec sa famille dans un vide sanitaire sous la maison d'une famille catholique polonaise pendant deux ans et demi. Après la libération de la Pologne occupée en 1945, elle entre clandestinement en Israël, où elle vit pendant douze ans, dont deux qu'elle passe au service de l'organisation paramilitaire de la Haganah. En 1958, Burack emménage aux États-Unis, où elle travaille avec des politiciens américains et israéliens pour les causes juives.

## Seconde Guerre mondiale
Zahava Burack est née en 1932 dans le shtetl de Nowy Korczyn, en Pologne, de Louis et Gitla Radza,. Son père est un fabricant de jus et elle a trois sœurs, Rita, Miriam et Sarah.
En 1942, à l'âge de 9 ans, Burack, ses parents et ses sœurs Miriam et Sarah sont contraints de se cacher après que des soldats allemands eurent ordonné aux résidents juifs de Nowy Korczyn de se rendre à la gare pour être « relocalisés »,. Ses parents, conscients qu'il s'agit d'un euphémisme pour la déportation vers des camps, s'échappent avec leurs enfants. Dans la confusion, sa sœur aînée Rita est séparée de la famille et monte à bord du train ; elle est finalement emmenée au camp de concentration de Bergen-Belsen.
La famille Radza cherche refuge auprès d'une famille catholique polonaise, Stephania et Jozef Macugowski. Jozef est un vieil ami de Louis Radza et avait déjà offert son aide si la famille en avait besoin,. Pour cacher la famille Radza, les Macugowski creusent une tranchée secrète sous les planches de leur maison. Le vide sanitaire ne dépassait pas les 1,5 m de large pour 2,1 m et 51 cm de profondeur. La famille passe les deux années et demie suivantes cachée à l'intérieur, leur présence étant un secret non seulement du monde extérieur, mais aussi des enfants et des parents âgés des Macugowski.
Au cours de cette période, plusieurs autres Juifs cherchent refuge auprès des Macugowski. Finalement, neuf réfugiés, dont un cousin des Radzas, sont cachés au même endroit. Bien plus tard, la sœur de Burack, Miriam, décrit leur vie : « Quand l'un se retournait de son côté, les autres devaient faire de même. Nous étions comme des sardines. » Les Macugowski descendent la nuit pour apporter à la famille du pain, de l'eau et un seau à déchets. Les Radza, désespérés de leur situation, les supplient parfois de leur donner de la nourriture empoisonnée ou une arme à feu pour mettre fin à leur misère, mais les Macugowski refusent. Burack rappellera plus tard leur réponse : « Tant que nous serons en vie, nous vous sauverons. ». À une occasion, Jozef apporte à la famille des pains sans levain afin qu'ils puissent observer la Pâque juive.
En 1945, le haut commandement allemand fait de la maison des Macugowski son quartier général local et force les Macugowski à quitter les lieux. Selon les souvenirs de Burack, les Radza ont sorti leur livre de prières, ont dit le Kaddish, la prière juive pour les morts, et ont « tous ont remercié Dieu car nous allions mourir » Cependant, les Macugowski réussissent à convaincre les soldats allemands à les autoriser à rester en tant que gardiens de la maison. Une ou deux fois par semaine, après avoir attendu que tous les soldats allemands se soient endormis, Jozef et Stephania apportent une petite quantité de fournitures à la famille.
À un moment donné, les Radza entendent les Allemands discuter des recherches concernant une famille juive qui, selon les rumeurs, serait toujours cachée en ville. Jozef fait alors répandre une rumeur dans une ville voisine selon laquelle cette famille s'est noyée dans la rivière Wista alors qu'elle fuyait les nazis, et les recherches sont stoppées,.

## Libération et déménagement en Israël
En 1945, la ville est libérée par l'Armée rouge. La famille Radza émerge enfin du vide sanitaire sous la maison des Macugowski. C'est la première fois qu'ils voient la lumière du jour depuis deux ans et demi, et cela leur brûle d'abord les yeux. Leurs jambes sont si tremblantes que les soldats soviétiques les pensent ivres et les battent, les soupçonnant de cacher de la vodka. Leurs cordes vocales sont atrophiées parce qu'elles n'avaient pas été utilisées pour plus que murmurer pendant tout leur confinement.
Jozef emmène la famille dans une ville à quelques kilomètres de là où personne ne les connait et leur fait promettre de ne jamais révéler qui les a protégé. Près de six mois après la guerre, la famille retrouve Rita, qui a survécu. Les Razda perdent ensuite le contact avec les Macugowski.
Burack reçoit de faux papiers d'identité qui la déclarent orpheline de guerre et, à l'âge de 12 ans environ, est introduite clandestinement en Palestine,. Elle est la seule membre de sa famille à émigrer en Israël. Sa famille reste en Pologne, lui rendant occasionnellement visite à l'école de filles où elle vit. Pendant ses années là-bas, elle sert la Haganah, l'organisation paramilitaire juive. Elle reste en service lorsque cette dernière devient les Forces de défense israéliennes en 1948. Elle reste finalement en Israël pendant douze ans avant d'émigrer aux États-Unis.

## Activisme politique aux États-Unis
Après douze ans en Israël, Burack part pour les États-Unis en 1958 pour travailler pour le consulat israélien à New York. Elle s'installe dans le comté de Westchester, où elle épouse Robert H. Burack. Les sœurs de Burack s'installent également dans et autour de la région de New York avec leurs familles. Les Burack partagent leur temps entre Westchester et Palm Beach, en Floride, pour le reste de leur vie et ont eu un fils, Jeffrey Burack. Tout au long de sa vie d'adulte, Burack poursuit sa recherche du couple polonais qui l'a sauvée, elle et sa famille.
Burack est politiquement active toute sa vie et utilise sa richesse de façon philanthropique pour faire avancer les causes du Parti juif, israélien et démocrate. Elle est connue comme une dirigeante politique et sociale, et « les premiers ministres israéliens et les présidents américains l'ont consulté [ndlr] pour son activisme politique ». Elle est connue pour avoir travaillé avec le United Jewish Appeal (en), le Westchester-Putnam Boy Scouts of America Council (en), la Mental Health Association of Westchester County et le David Yellin College of Education (en),. Elle est présidente du conseil d'administration de Palm Beach Israel Bonds au moment de sa mort en 2001.
Elle a rencontré Jimmy Carter en 1975, avant qu'il ne soit officiellement nommé candidat du Parti démocrate pour les élections de 1976, et organise ensuite sa campagne électorale à Westchester. Burack participe à la parade d'inauguration de Carter après avoir remporté l'élection présidentielle de 1976.
En 1981, Burack se présente comme démocrate pour un siège dans le gouvernement du comté de Westchester, mais est battue par le candidat républicain, John L. Messina, par 2 500 voix. En 1984, le sénateur Joseph R. Pisani présente une résolution au Sénat de l'État de New York pour honorer Burack pour ses longs états de service dans la communauté de Westchester.
En 1986, Burack prend finalement contact avec Stephania et Jozef Macugowski. En collaboration avec le David Yellin College, Burack organise la venue des Macugowski à New York pour une cérémonie de reconnaissance spéciale. Le couple polonais est reconnu comme Juste parmi les nations, un titre honorifique décerné par l'État d'Israël pour désigner les non-juifs qui ont risqué leur vie pour protéger et abriter le peuple juif pendant l'Holocauste.
Le mari de Zahava, Robert, meurt en 1988. Zahava Burack meurt d'un cancer le 28 septembre 2001,.